# 稲田植乗
稲田 植乗（いなだ たねのり、文政8年3月20日（1825年5月7日） - 万延元年8月14日（1860年9月28日））は、徳島藩筆頭家老。淡路洲本城代稲田家14代当主。

## 概要
子は稲田邦植、稲田邦衛、ヤウ（酒井忠匡室〔離縁〕、北海道大学初代総長佐藤昌介妻）。通称九郎兵衛。

## 生涯
文政8年（1825年）徳島藩蜂須賀家家老稲田芸植の子として生まれる。弘化4年（1847年）父芸植の死去により家督相続。藩主蜂須賀斉裕に仕え、洲本城代を務める。嘉永7年（1854年）藩命で海防の為に由良、岩屋に砲台を建設する。安政年間（1854年 - 1859年）に南薫風、尾方長栄、工藤剛太郎等家臣を京都に派遣して情勢を探索させた。彼ら稲田家家臣は勤皇の志士と交流し、稲田家は幕末に動皇派として独自の行動をとることとなる。万延元年（1860年）8月14日死去。享年36。子の小八郎（邦植）は幼いため従兄弟の植誠が養子となって家督を相続した。